# 野兽男孩 (2011年电影)
《野兽男孩》（英語：Beastly）是一部2011年美國浪漫奇幻劇情片。

## 剧情
凯尔·金斯顿是一个帅气而且家庭出身高贵的男子，他富有才华、身体健壮，正在读高中，也正是由于出身高贵使得他体会不到尊重、宽容和爱这些人性善良的因素。
一日，凯尔在竞选学校的一个职务的时候，嘲笑了女巫肯德拉，肯德拉一气之下，对他施了诅咒，使他变成了一个丑八怪，肯德拉告诉他，要想身上的诅咒被解除，必须在一年之内找到一个女孩，并且让那个女孩爱上他。
凯尔自从变成了怪物之后，被父亲禁制在家中，父亲为他请了一个盲人家庭教师。
一日，凯尔偷偷出去，碰到了吸毒者和追着吸毒者讨债的人，他出面救了吸毒者，条件是让他的女儿琳蒂住到自己家。吸毒者把女儿送到了他家中，两人开始慢慢地接触，并且最终相爱，在琳蒂回到学校之后，凯尔身上的诅咒自动解除了。

## 演员
| 中文名               | 英文名              | 角色中文名  | 角色英文名           | 备注                    |
| -------------------- | ------------------- | ----------- | -------------------- | ----------------------- |
| 亚历克斯·帕蒂弗      | Alex Pettyfer       | 凯尔·金斯顿 | Kyle Kingson/Hunter  | [ 4 ] [ 5 ]             |
| 凡妮莎·哈金斯        | Vanessa Hudgens     | 琳达·琳蒂   | Linda "Lindy" Taylor | [ 6 ] [ 7 ] [ 8 ] [ 9 ] |
| 玛丽·凯特·奥尔森     | Mary-Kate Olsen     | 肯德拉      | Kendra Hilferty      | [ 10 ] [ 11 ] [ 12 ]    |
| 尼尔·帕特里克·哈里斯 | Neil Patrick Harris | 威尔        | Will Fratalli        | [ 13 ] [ 14 ]           |
| 丽莎·盖伊·汉密尔顿   | Lisa Gay Hamilton   | 左拉        | Zola                 | [ 15 ]                  |
| 彼得·克劳斯          | Peter Krause        | 罗伯·金森   | Rob Kingson          | [ 16 ]                  |
| 达科塔·约翰逊        | Dakota Johnson      | 索拉·哈根   | Sloan Hagen          |                         |
| 埃里克·克诺德森      | Erik Knudsen        | 曼迪森      | Trey Madison         |                         |

## 花絮
电影最初在美国加利福尼亚州洛杉矶首映。
电影被誉为“美女与野兽”。